# Пани, Массимилиано
Массимилиано Пани (итал. Massimiliano Pani; род. 18 апреля 1963, Милан) — итальянский певец, продюсер, автор песен, композитор. Сын известной итальянской певицы Мины и актёра Коррадо Пани.

## Биография
В возрасте шестнадцати лет он написал свои первые две песни, «Sensazioni» и «Il vento», которые были включены в альбом его матери Мины Attila 1979 года. Начиная со следующего альбома Kyrie, выпущенного в 1980 году, где он даже появляется на обложке, Пани начинает своё постоянное сотрудничество с матерью качестве автора, аранжировщика и клавишника. Также он начал писать песни для других артистов. В 1980-х он написал несколько песен для детских мультфильмов, тогда же стал продюсировать начинающих исполнителей. В 1991 году дебютировал как певец, выпустив альбом L’occasione, два года спустя вышел второй и последний его альбом. с того момента он занимается исключительно производственной работой.

## Дискография
- L’occasione (1993)
- Storie per cani sciolti (1993)